# 肃宁北站
肃宁北站，位于河北省沧州市肃宁县，是中国西煤冬运的第二大能源通道朔黄铁路上最大的编组站。本站及相邻上下行区间均为电气化区段。有联络线连接京九铁路王佐站。